# Clubiona milingae
Clubiona milingae es una especie de araña araneomorfa del género Clubiona, familia Clubionidae. Fue descrita científicamente por Barrion-Dupo, Barrion & Heong en 2013.
Habita en China.